# Böllerupakademin
Böllerupakademin är en sammanslutning av konstnärer, författare och tonsättare som grundades i början av 1980-talet av konstnärerna Björn Rosendal från Laholm, Ingvar Neuman från Göteborg och Hardy Strid från Halmstad. Namnet Böllerup refererar till platsen där Rosendal bodde, och är ett gammalt danskt namn för området som idag heter Bölarps naturreservat. Böllerupakademin är initiativtagare till Teckningsmuseet i Laholm.